# تومي تانر
تومي تانر (بالإنجليزية: Tommy Tanner)‏ (10 مارس 1968 بسيراكيوز في الولايات المتحدة - ) هو مدرب كرة قدم ولاعب كرة قدم أمريكي في مركز الوسط. لعب مع Rochester Rhinos ‏ وCleveland Crunch ‏ وSyracuse Salty Dogs ‏.

## وصلات خارجية
- تومي تانر على موقع قاعدة بيانات كرة القدم.إي يو (الإنجليزية)